# 東海寺 (柏市)
東海寺（とうかいじ）は、千葉県柏市布施にある真言宗豊山派の寺院。山号は紅龍山（紅竜山）。本尊は弁才天。寛永寺弁天堂（不忍池の弁天堂）、江島神社（もと岩本院、金龜山與願寺）とともに関東三弁天のひとつに数えられ、地名から布施弁天とも称される。常陸川（現在の利根川）の流路にあった藺沼に突き出した地形に建てられている。

## 由緒
807年（大同2年）空海が嵯峨天皇の勅願により創建したという。平将門の乱の際、本尊弁財天を松の木の上に避難し難を逃れたことから、松光院とも称される。
江戸時代は利根川の水運が発達していたことから、船で参詣する参拝者が多く、大いに栄えたという。かつては多くの茶屋がひしめいていた。小林一茶もここに訪れている。
明治に入ると水運が衰退し、また日本全国に敷かれた鉄道網も当寺から外れたため、寺運衰微を余儀なくされた。1970年（昭和45年）、寺の改築費を捻出するために、一部の土地を地元の柏市に売却した。この土地は現在、あけぼの山公園となっている。

## 伽藍[2]
- 山門（楼門）

総欅造り二階建の「最勝閣」。階下に四天王、階上には釈迦三尊を配置している。
楼門は、文化7年（1810年）の建立で、屋根は入母屋造（いりおもやづくり）の桟瓦葺（さんがわらぶき）である。
一階部分は、漆喰で白く塗り固められていたと推測され、竜宮城の門のような形状である。ただし、この部分は現在はコンクリート製である。また、軒下には、 竜、麒麟（きりん）、亀、松、鶴といった素木造りの彫刻で飾られている点も特徴となっている。
建築の大工棟梁は、布施村の藤十郎。
- 本堂

本堂は数度の戦火により消失したものの、本尊である弁財天を篤信していた時の領主・本多豊前守が98名の大名から寄進を求め、享保2年（1717年）、現本堂を完成させている。本堂内陣の天井には、それら諸大名の家紋を見ることができる。
本堂外陣の天井鏡板の竜は狩野探舟の作品。
唐風の向拝を持つ三方破風造り総朱塗りの絢爛たる大本堂である。
- 三重塔

三重塔は釈迦の遺骨（仏舎利）を祀るための施設。布施弁天では、昭和四十八年、38代秀淳大僧正が建立し、釈迦の教えに少しでも近づくためのに建立したと伝わっている。
- 鐘楼堂

全国的にも珍しい多宝塔式の総欅造り。基担は、みかげ石積み八角形、その上に12本の円柱で円形の本体を形作り、その柱頭に十二支の彫刻を配して方位を表現している。設計図は設計者・伊賀七の子孫に完全な形で伝承されている。
鐘楼は、文化15年（1818）の建立と棟札に記されている。八角形（一辺11.4尺・3.4メートル）の石積基壇（基礎）の上に、十二角形に柱を建て、周囲に円形の縁で囲んで、その中央に鐘を吊り下げる形式。
屋根は銅板葺きの入母屋造で、軒下には十二支などの彫刻が巡らせている。
設計者は、谷田部（現茨城県つくば市）の名主飯塚伊賀七、大工棟梁は今関嶺蔵である。

境内の紹介
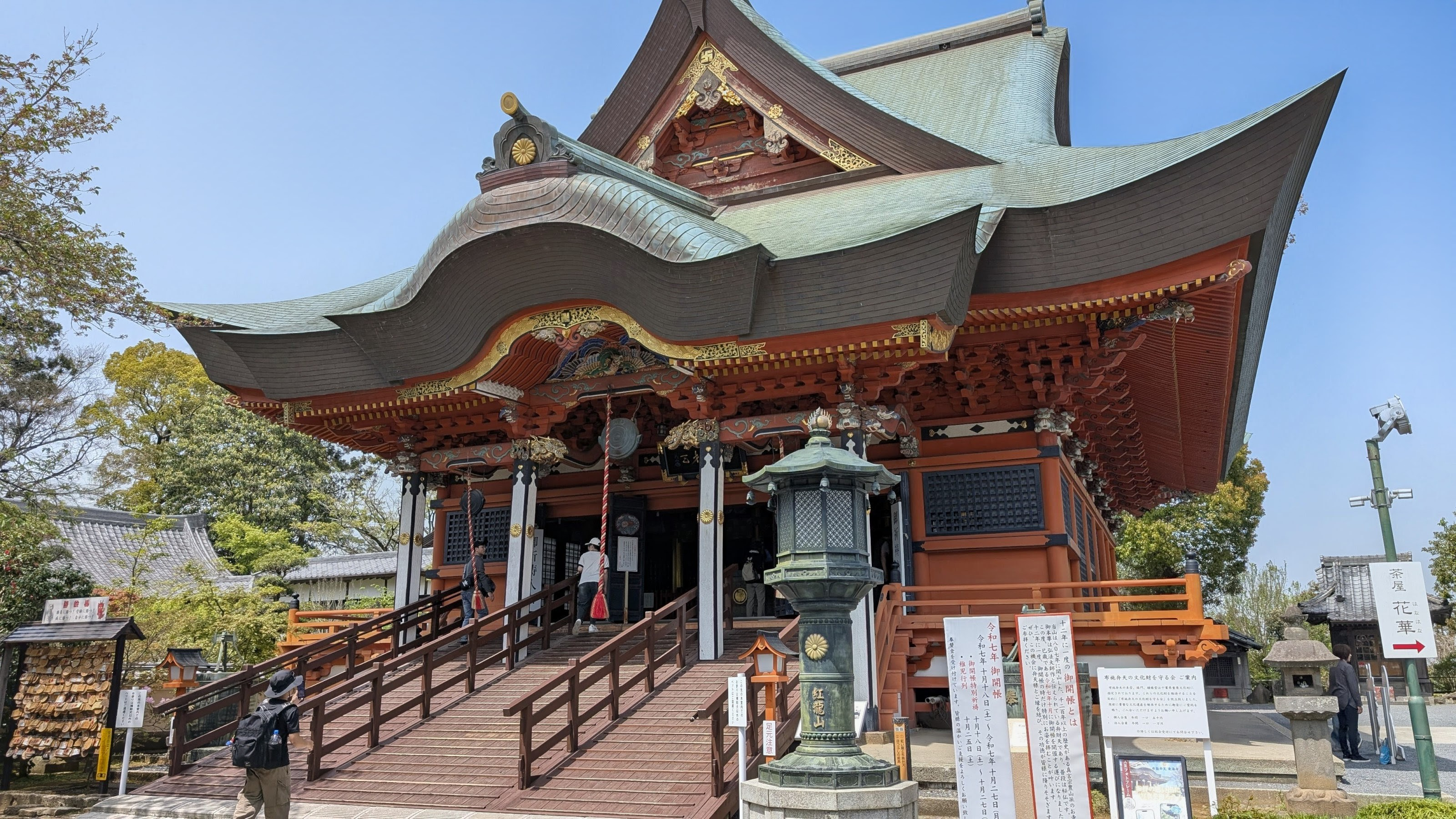
本堂を見上げる
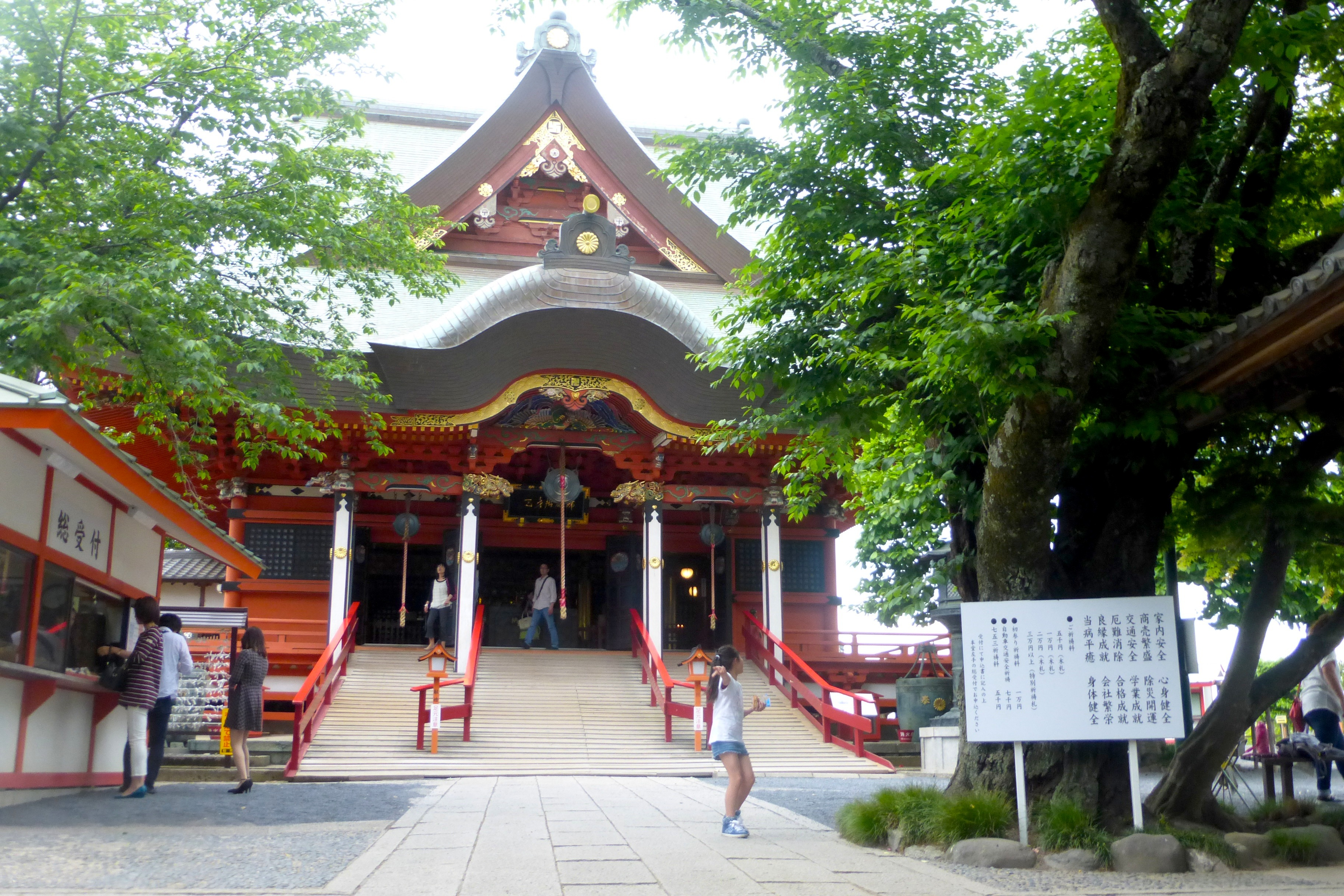
本堂正面
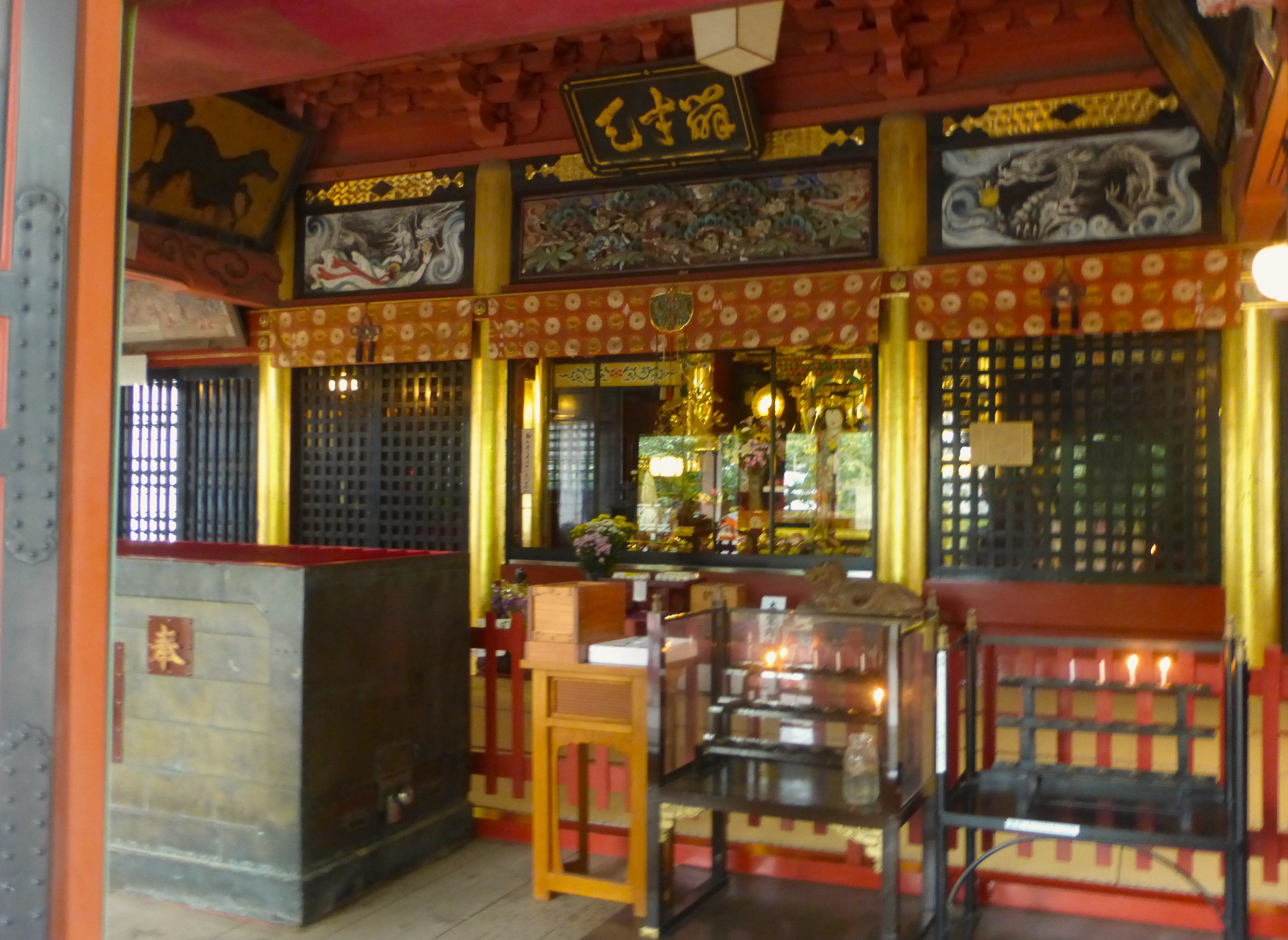
本堂の中
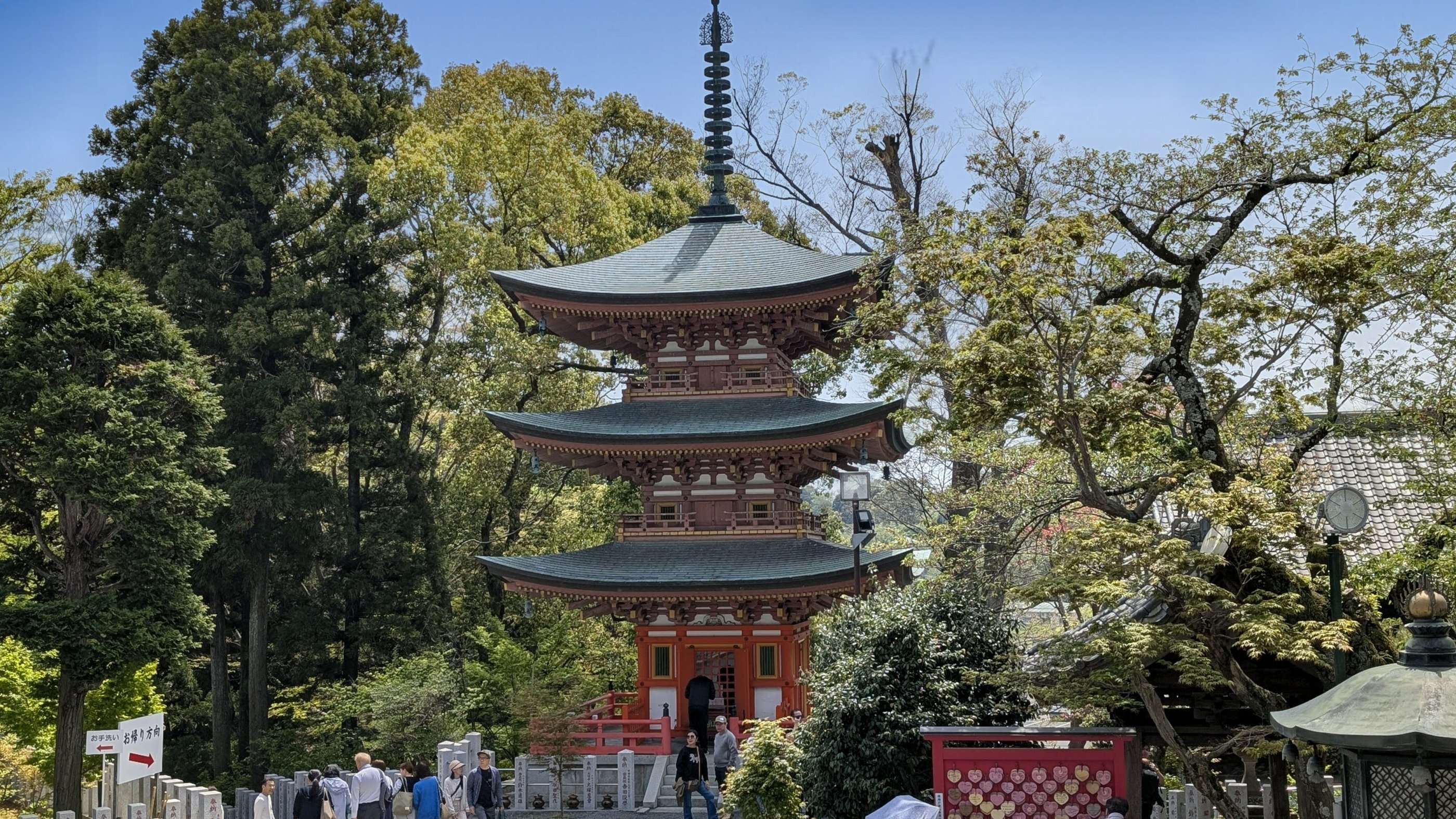
樹木に囲まれた三重塔
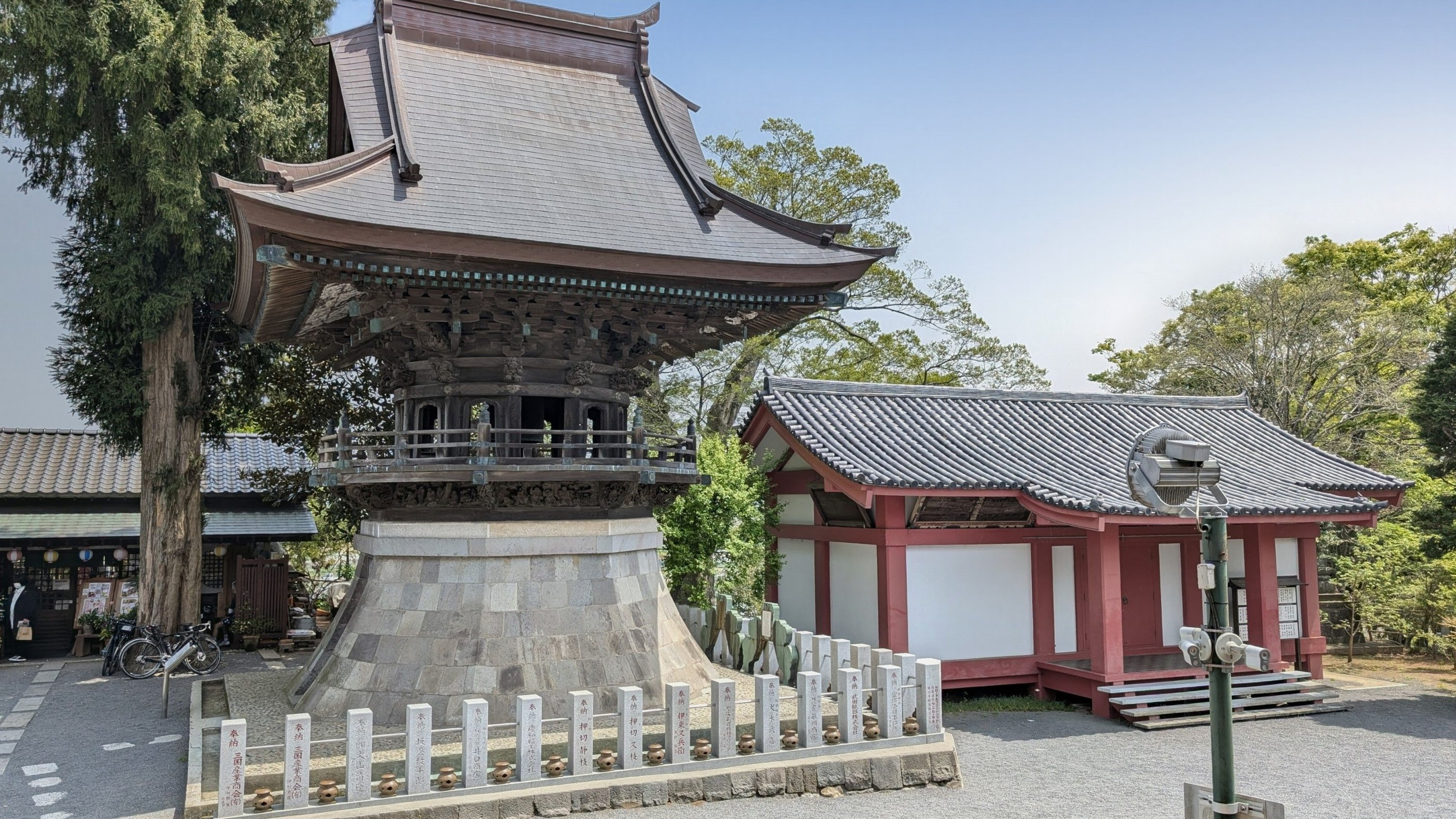
鐘楼堂(多宝塔式)
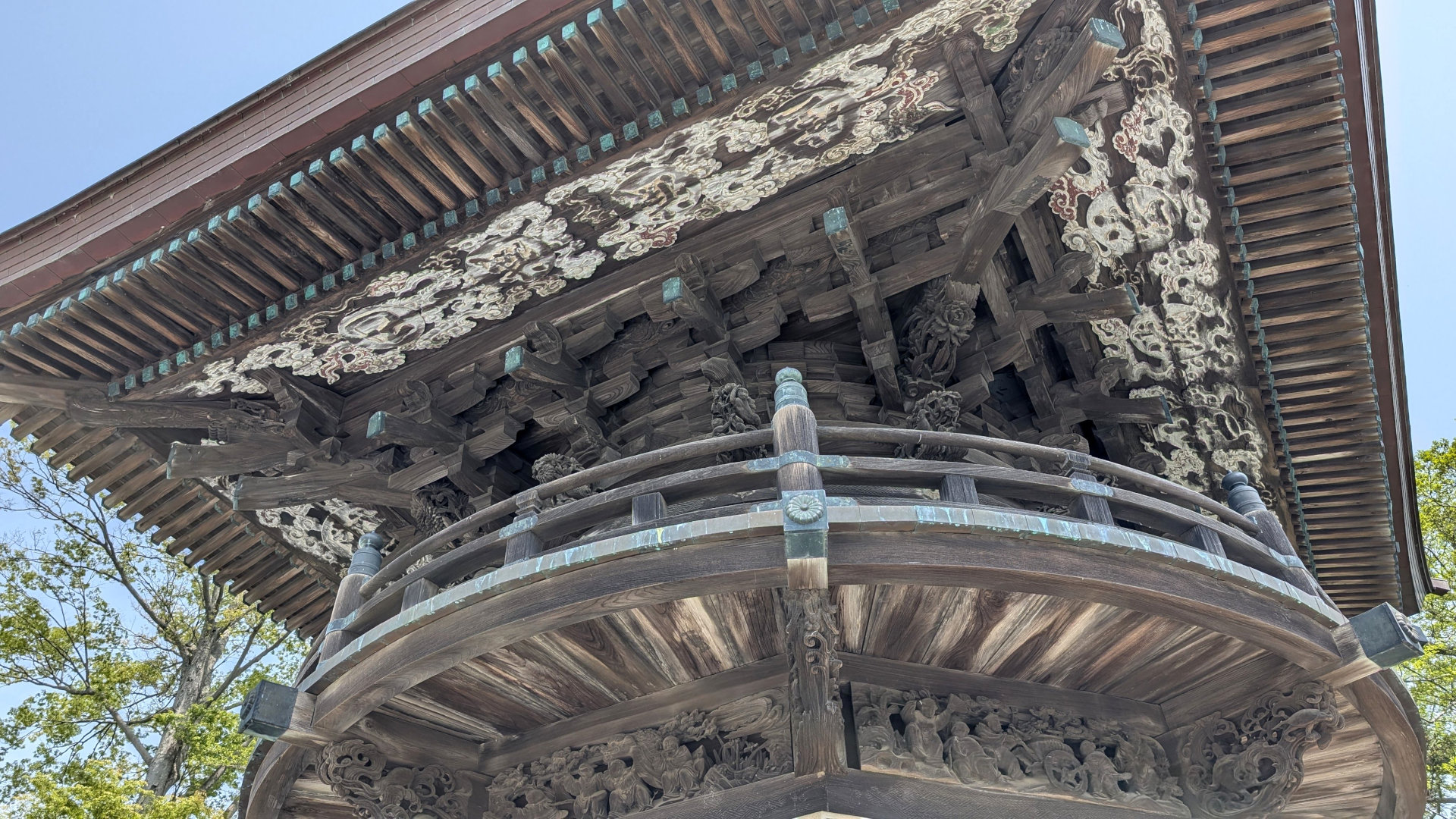
多宝塔独特の構造
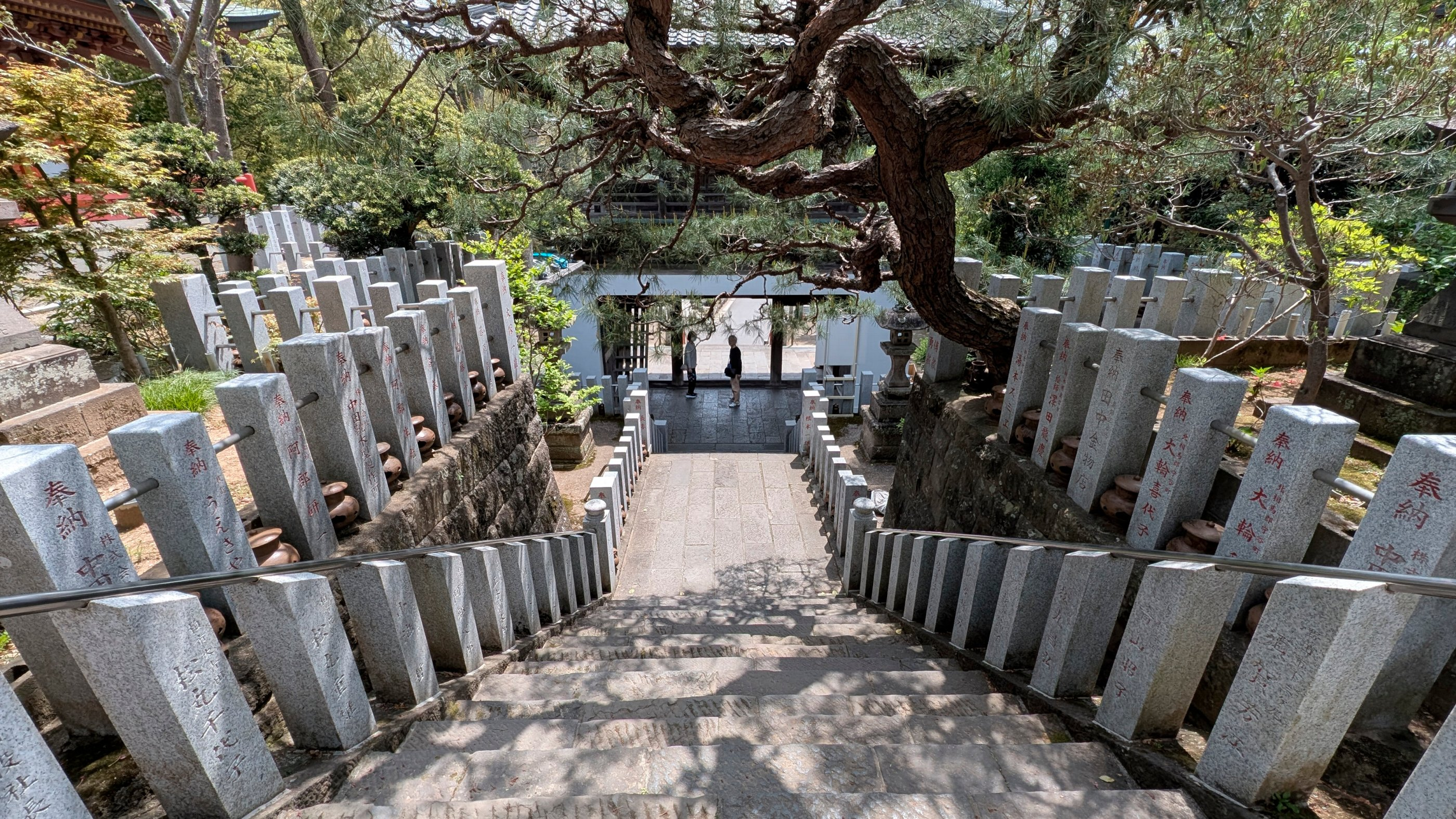
楼門と本堂を結ぶ階段
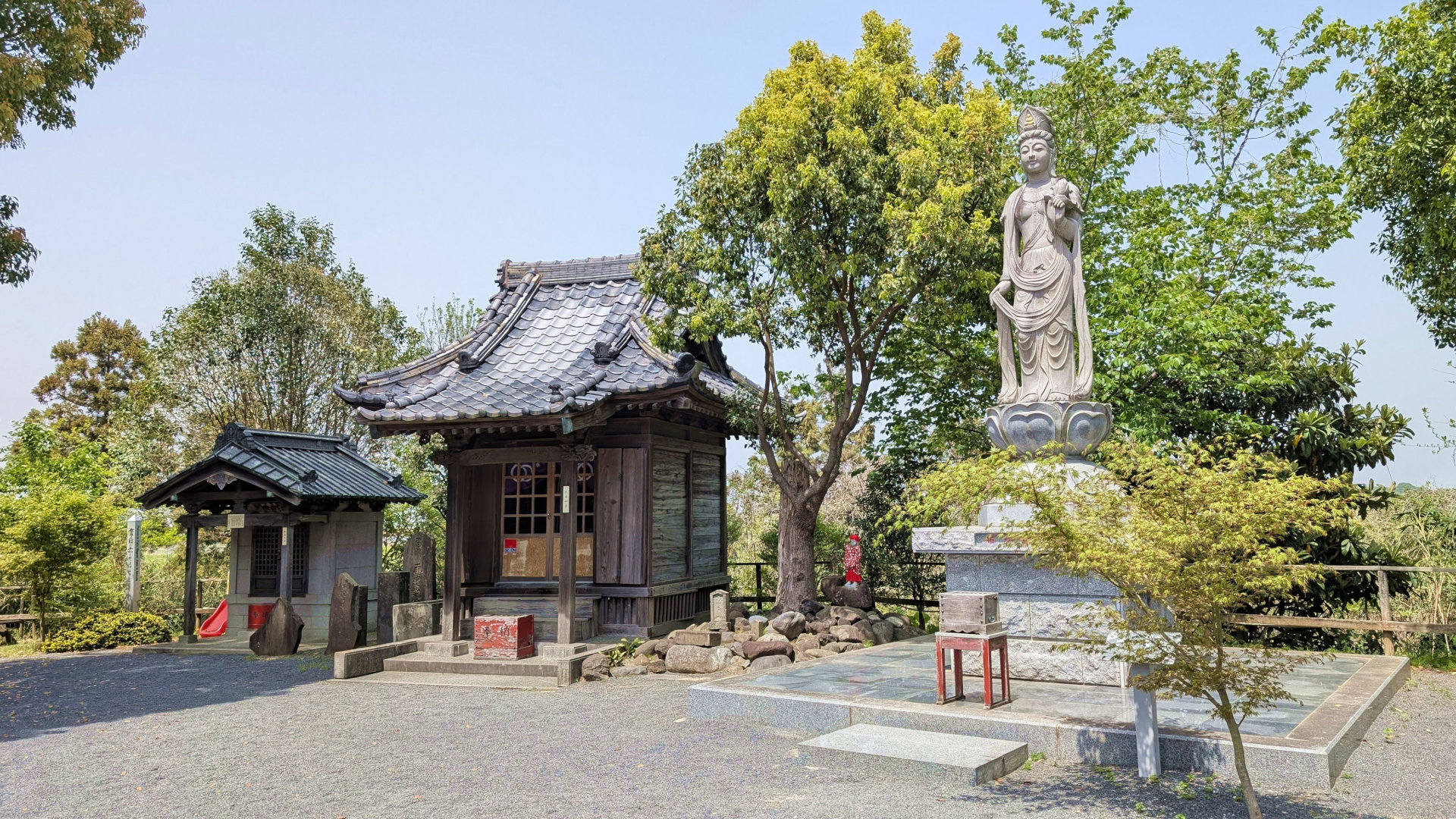
左から弘法大師、大日堂、布施観音

## 文化財
県指定有形文化財
- 東海寺本堂 附 棟札１枚
- 楼門
- 鐘楼 附 棟札１枚

## 所在地
- 千葉県柏市布施1738

## アクセス[3]
- 【ＪＲ常磐線】「我孫子」駅下車　北口阪東バス「あけぼの山公園入り口」行き終点下車　徒歩10分
- 【ＪＲ常磐線・東武アーバンパークライン】「柏」駅下車　西口5番バス停より東武バス「布施弁天」行き終点下車